# 울치어
울치어(러시아어: У́льчский язы́к)는 러시아 극동에 사는 울치인들의 모어로, 퉁구스어족에 속한다. 하바롭스크 지방 울치스키 군에서 사용되며, 2010년 인구조사 기준 화자 수는 150명이다.
오랫동안 울치어는 나나이어의 방언으로 여겨졌고, 학교 교육도 나나이어로 이루어져 있었다. 1930년까지 울치인들은 문자를 쓰지 못했다. 1990년대에 러시아 문자를 바탕으로 울치어 문자가 창제되었다. 현재 울치어로 초등학교 교육이 이루어지며, 울치어로 된 교과서를 출판한다. 문어는 아직 성립되어 있지 않다.

## 울치어 문자
| А а | (ā) | Б б | В в | Г г   | Д д | Д’ д’ | Е е |
| (ē) | Ё ё | (ё̄) | Ж ж | З з   | И и | (ӣ)   | Й й |
| К к | Л л | М м | Н н | Н’ н’ | Ӈ ӈ | О о   | (ō) |
| П п | Р р | С с | Т т | У у   | (ӯ) | Ф ф   | Х х |
| Ц ц | Ч ч | Ш ш | Щ щ | ъ     | Ы ы | ь     | Э э |
| (э̄) | Ю ю | (ю̄) | Я я | (я̄)   |     |       |     |